# Ámbár tanár úr
Az Ámbár tanár úr 1998-as magyar vígjáték, melynek főbb szerepeiben Koltai Róbert, Dobó Kata, Reviczky Gábor, Hernádi Judit és Kállai Ferenc látható. A film Vámos Miklós azonos című novellája alapján készült.

## Cselekmény
Ámbár tanár úr, eredeti nevén ifjabb Baradlay Rómeó (Koltai Róbert) maradi ember, nyugalmazott zenetanár édesapjával és egy kakaduval él együtt. A Bajza Gimnáziumban dolgozik, mint tartalék tanerő, ám egy nap beküldik helyettesítésre a hírhedt 4/c osztályba, ahol hamarosan osztályfőnöki kinevezést kap és beleszeret egyik diákjába, a sportoló Tímeába (Dobó Kata).

## Szereplők
- Koltai Róbert – ifjabb Baradlay Rómeó, Ámbár tanár úr
- Dobó Kata – Kapy Tímea
- Hernádi Judit – Tímea édesanyja, neve: Stefi (Stefánia)
- Kállai Ferenc – idősebb Baradlay Rómeó
- Pogány Judit – Mimike
- Reviczky Gábor – A Bajza Gimnázium igazgatója
- Szilágyi Tibor – Béni
- Tábori Nóra – Mimi
- Kari Györgyi – Énekesnövendék
- Hunyadkürti György – Taxis
- Bezerédi Zoltán – Pincér
- Kokics Péter – Skót Gusztáv
- Nagy Ervin – Selmeczi László (Gézus)
- Molnár Piroska – Üzletvezető

## Nézettség
A nézettségi adatok szerint 235 605 jegyet adtak el rá. Egy kevésbé hiteles alternatív forrás szerint a nézőszám 238 605 volt.